# Kazallu
Kazalla eller Kazallu var det akkadiska namnet på en stad tillika stadsstat i Mellanöstern. 
Kazallu omnämns för första gången då staden under kung Kashtubila låg i krig med Akkadiska imperiet under Sargon av Akkad. Sargon vann kriget och när Kazallu intogs skall han ha låtit förgöra den så grundligt att "Fåglarna inte kunde landa på annat än marken"
I en lertavla från Gudea av Lagash tid på tronen (cirka 2144–2124 f.kr.) omnämns en stad vid namn Kazalla som tros vara samma som Kazallu. Kazalla skall enligt tavlan ha legat väst om mesopotamien i de amoritiska Martufolkets land. Dagens forskare tror att Kazallu låg cirka 15 kilometer väst om Babylon vid västra sidan av Eufrat. Kazallu tros ha blivit en tillfällig maktfaktor på 1900-talet f.kr. och staten skall då ha erövrat sina grannstäder, inklusive Babylon. Det var från Kazallu som Babylon i så fall bröt sig fria på tidigt 1800-tal f.kr.